# Тихомир (село)
Вижте пояснителната страница за други значения на Тихомир.
Тихомир е село в Южна България. Намира се в община Кирково, област Кърджали.

## География
Село Тихомир се намира в планински район. На 60 км южно от гр. Кърджали, на границата с Гърция.

## История
В близост до с. Тихомир се намират два моста, за които се предполага, че са от времето на римляните – „Римският мост“. До 1934 година селото се нарича Терзи юрен.
Според някои източници селото е заселено към XVI век от преселници от Беломорска Тракия и три семейства от Македония и Арнаутлука. В 1830 година селото има 120 къщи, в 1878 – 180, в 1912 – 210, а в 1920 – 250.

## Жители
Населението на село Тихомир е приблизително 1000 души.
Говорът (диалект) от село Тихомир е родопски, той се приема за един от най-старинните български говори с голямо значение за проучването на историята на българския език.
В селото има четири махали – Горна, Средна, Спретиня и Нова.

## Население
Преброяване на населението през 2011 г.
Численост и дял на етническите групи според преброяването на населението през 2011 г.:
|                     | Численост | Дял (в %) |
| Общо                | 1335      | 100,00    |
| Българи             | 792       | 59,32     |
| Турци               | 0         | 0,00      |
| Цигани              | 0         | 0,00      |
| Други               | 213       | 15,95     |
| Не се самоопределят | 15        | 1,12      |
| Неотговорили        | 312       | 23,37     |

## Редовни събития
В селото всяка година се провеждат различни празници и събори, свързани с родопската култура.

## Други
Селото се намира в спокоен регион, има красива природа, чист планински въздух и добродушни хора, но замърсяването е един от най-големите проблеми на красивото село. Хората в село Тихомир са предимно земеделци, занимаващи се предимно с отглеждането на тютюн. В селото има също и шивашки цех, даващ работа на около 200 души. В Тихомир има детска градина, начално и основно училище – ОУ „Васил Левски“, грижещо се за възпитанието и образоването на децата. Завършена е сградата на средното училище. Голяма част от завършилите ученици продължават образованието си като студенти в различни висши учебни заведения из страната.